# Clear Range
Die Clear Range ist ein kleiner Gebirgszug in der kanadischen Provinz British Columbia und die südliche Fortsetzung der Marble Range.

## Geographie
Die Clear Range liegt im Winkel von Fraser River und Thompson River im südlichen zentralen British Columbia Interior. Sie hat eine kleine Untereinheit nordöstlich der Mündung des Thompson River, die Scarped Range genannt wird. Die Clear Range umfasst insgesamt 2.123 km² und ist erstreckt sich über 48 km von Nord nach Süd. Die Clear Range und ihr nördlicher Nachbar, die Marble Range, sind Teilketten der Pavilion Range.
Sowohl Clear als auch Marble Range bilden das Ostufer des Fraser River nördlich der Kleinstadt Lytton. Die Clear Range erstreckt sich bis zur Kleinstadt Pavilion und wird von der Südwand des Marble Canyon im Norden begrenzt. Die Südostflanke der Clear Range ist der Thompson River zwischen Ashcroft und Lytton, während die Cornwall Hills und die Trachyte Hills die Nordostgrenze bilden, jenseits derer die Arrowstone Hills im Bonaparte Plateau. Der Gebirgszug ist hufeisenförmig und grenzt an das Hochgebirgsplateau des Hat Creek, welcher nordostwärts zum Bonaparte River hin entwässert, einem Nebenfluss des Thompson River. Alle diese Gebiete einschließlich der Clear Range, werden von den Geographem dem Fraser-Plateau zugeordnet, welches wiederum Teil des British Columbia Interior Plateau ist.
Die äußeren Flanken der Kette sind steil, teilweise aufseiten des Fraser River, wo die nördlichen Gipfel eine Hochplateaugrenze von fast 2000 m Höhe über dem unter ihnen liegenden Fluss bilden. Das Zentrum der Kette ist zerklüftet und weist eine komplexe Serie die Berge trennender Täler auf. Karst-Formationen im gesamten Gebiet legen die Existenz von Höhlen nahe, obwohl bisher keine entdeckt wurden; außerdem gibt es eine große Anzahl temporärer Wasserfälle und subalpiner Moore.
Die höchsten Gipfel sind der Blustry Mountain (2334 m); sein Nachbar Cairn Peak (2328 m); nördlich von diesen der Moore Peak (2223 m) und der Chipuin Mountain (2170 m). Der höchste Gipfel des südlichen Teils der Clear Range ist der Botanie Mountain, nördlich von Lytton (2077 m), aber der im Zentrum gelegene Mount Murray (2153 m) ist noch höher. Ein eigenständiger Gebirgszug auf der gegenüberliegenden Seite des Fraser River bei Lillooet ist die Fountain Ridge. Sie ist geologisch getrennt und eigentlich eine Abspaltung der Platte zwischen der Fraser-Verwerfung und der Yalakom-Verwerfung. Der Arthur Seat (1672 m) liegt in diesem Gebirgszug an der Westseite von Spences Bridge. Er wurde von dem frühen Siedler John Murray wegen seiner Ähnlichkeit mit einem ähnlich benannten Berg in Edinburgh in Schottland benannt.

## Flora und Fauna
Das Klima ist abwechslungsreich, aber meist trocken, insbesondere im Westen und Südosten. Das Zentrum der Kette weist höhere Niederschläge auf und ist im Gegensatz zu den angrenzenden Canyons relativ waldreich.
Zu den typischen Tierarten der borealen Nadelwälder gehören:  Grizzlybär, Schwarzbär, Schwarzwedelhirsch, Elch und zahlreiche Nagetiere. Die Reptilien-Populationen der Berge umfassen mehrere Arten von Eidechsen des Trockenlandes und auch Pazifik-Klapperschlangen; die Clear Range bildet den am weitesten nordwestlich gelegenen Lenbensraum der Klapperschlange.

## Geschichte und Kultur
Die Clear Range ist großenteils im Besitz der Nlaka'pamux First Nations, obwohl die Nordwestgrenze von Gemeinden der St'at'imc besetzt sind sowie einem Virhzuchtbetrieb der Bonaparte River Band der Secwepemc am Marble Canyon, deren Territorium auch den südöstlichen Teil der Clear Range entlang des Thompson River umfasst. Es gibt keine urbanen Siedlungen oder Kleinstädte in der Kette, obwohl sie von drei wichtigen Highways und drei Eisenbahnlinien gekreuzt wird (die der BCR, der CPR und der CNR).
Aufgrund ihrer Lage war sie Schauplatz der großen Züge von Prospektoren während des Fraser-Canyon-Goldrausches und des Cariboo-Goldrausches, obwohl keine großen Minen oder Lagerstätten an ihren Hängen gefunden wurden. An ihrem nördlichen Ausläufer gibt es eine große Lagerstätte geringwertigen Lignits, angrenzend an den Marble Canyon an der Nordwestgrenze des Hat-Creek-Beckens, in dem lange Zeit ein großer Kohle-Tagebau und ein Kohlekraftwerk geplant waren.
Das Gebiet ist stark forstwirtschaftlich genutzt und deshalb von Forstwegen und anderen Wegen durchschnitten, die bei Geländewagen- und Mountainbike-Fahrern sowie anderen Erholungsuchenden beliebt sind.